# أوفه شميدت
أوفه شميدت Uve Schmidt (ولد في 14 نوفمبر 1939 في لوترشتات فيتنبرج) هو شاعر وقصاص وكاتب مقالات ومؤلف إذاعي.

## حياته
ولد في ألمانيا الشرقية ثم انتقل في سن الخامسة عشرة إلى برلين الغربية، حيث أتم دراسته في كلية الفنون التشكيلية. انتقل بين عدة مدن من بينها ميونخ. ثم استقر في فرانكفورت عام 1967 ويعمل كاتبا وناشرا.

## أدبه
تنوعت كتابات شميدت بين الشعر والقصص والمسلسلات الإذاعية والسيناريو والصحافة.

## من أعماله
- نايات الجرذان (قصائد)
- البيض (رواية قصيرة)
- نهاية زواج (رواية مذكرات)
- الروس قادمون (رواية)
- الحب والموت (قصائد)
- هتلر في السماء (قصائد)
- تحت الهلال (قصة)
- كريدو (قصائد)